# Aeropuerto de Naha
El aeropuerto de Naha (那覇空港 Naha Kūkō?)
es un aeropuerto de segunda clase ubicado en la ciudad de Naha, Okinawa. Es el quinto aeropuerto más denso de Japón y recibe más de 150 vuelos al día. La oferta de vuelos nacionales incluye el Aeropuerto Internacional de Tokio (Haneda) además de otra treintena de destinos de todo Japón. El aeropuerto de Naha es un destino para otras islas de Okinawa, incluyendo el Aeropuerto de Ishigaki. El gobierno ha expresado su interés en construir una segunda pista de aterrizaje para acomodar los vuelos, y que se supone empezará a funcionar en el 2015.
La terminal internacional es principalmente para pasajeros y acarreo que viajan desde la Prefectura de Okinawa hasta Taiwán, Corea del Sur y China.

### Primeros años
El Aeródromo de Oroku  (小禄飛行場?), un aeródromo de la Armada Imperial Japonesa, se inauguró en 1933. Estados Unidos se hizo cargo de la base en 1945 y pasó a llamarse Aeropuerto de Naha (那覇飛行場?). Pan American World Airways y Northwest Orient comenzaron a operar a Naha en 1947. El aeropuerto estuvo cerrado por remodelación entre 1952 y 1954. Japan Airlines comenzó a operar a Okinawa durante esta época e inicialmente utilizó la Base Aérea de Kadena. 
Air America operó vuelos interinsulares al Aeropuerto de Miyako y al Aeropuerto de Ishigaki de 1964 a 1967, cuando Southwest Airlines (ahora Japan Transocean Air) asumió estas rutas. Okinawa fue devuelta a Japón en 1972. En 1982, el Aeropuerto de Naha pasó del control militar estadounidense a la Fuerza Aérea de Autodefensa de Japón. Las obras de ingeniería de diseño básico y detallado, así como la posterior fase de gestión de la construcción de la terminal principal de pasajeros, se adjudicaron en la década de 1990, en parte, a la sucursal japonesa de la empresa estadounidense de ingeniería de diseño y construcción The Austin Company, que se unió a empresas japonesas en un consorcio de diseño conjunto.

## Aerolíneas y destinos

### Terminal Nacional
- All Nippon Airways (Fukuoka, Hiroshima, Ishigaki, Kagoshima, Kumamoto, Miyako, Miyazaki, Nagasaki, Nagoya-Centrair, Oita, Osaka-Itami, Osaka-Kansai, Sendai, Tokyo-Haneda, Tokyo-Narita)
- Japan Airlines (Fukuoka, Nagoya-Centrair, Osaka-Itami, Osaka-Kansai, Sapporo-Chitose, Tokyo-Narita, Tokyo-Haneda)
  - Japan Transocean Air (Fukuoka, Fukushima, Ishigaki, Kochi, Komatsu, Kume, Matsuyama, Miyako, Okayama, Osaka-Kansai, Tokyo-Haneda, Toyama)
- Ryūkyū Air Commuter (Aguni, Amamioshima, Kerama, Kitadaito, Kume, Minamidaito, Yonaguni, Yoron)
- Skymark Airlines (Kobe, Tokyo-Haneda)

### Terminal Internacional
- Asiana Airlines (Seoul-Incheon)
- China Airlines (Taipéi-Taiwán Taoyuan)
- China Eastern Airlines (Shanghái-Pudong)
- Hong Kong Express Airways (Hong Kong) (Servicios de chárter)

## Estadísticas
Ver fuente y consulta Wikidata.

## Incidentes

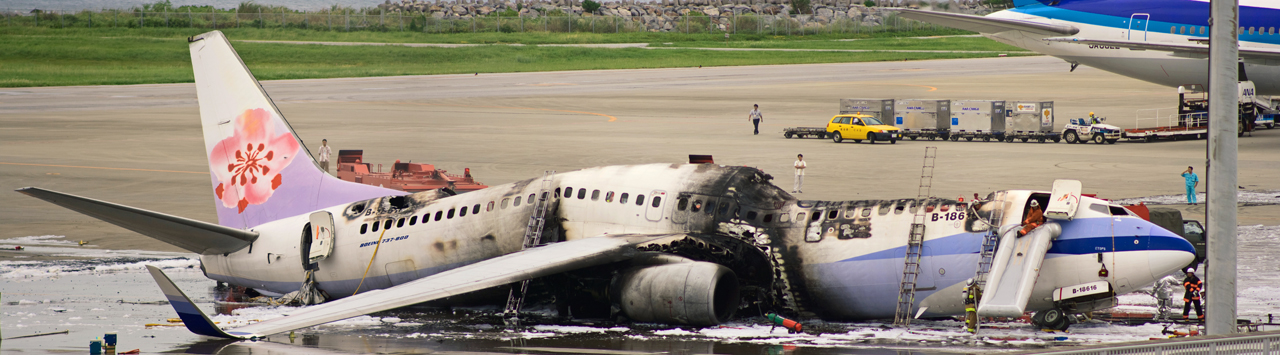

- El 11 de diciembre, de 1994, una bomba explotó dentro del vuelo 434 de Philippine Airlines, un Boeing 747-283B en ruta desde Cebú hasta Tokio. El aeroplano aterrizó en el Aeropuerto de Naha y se evacuó a los pasajeros.
- El 20 de agosto, de 2007, un Boeing 737-800 operado por el vuelo 120 de China Airlines se incendió después de haber aterrizado en el Aeropuerto de Naha. Todos los pasajeros fueron evacuados a salvo.